# (517669) 2015 BW544
(517669) 2015 BW544 es un asteroide perteneciente al cinturón de asteroides, región del sistema solar que se encuentra entre las órbitas de Marte y Júpiter.
Fue descubierto el 31 de enero de 2015 por el equipo del telescopio Pan-STARRS desde el observatorio de Haleakala.

## Designación y nombre
Designado provisionalmente como 2015 BW544.

## Características orbitales
2015 BW544 está situado a una distancia media del Sol de 2,590 ua, pudiendo alejarse hasta 2,805 ua y acercarse hasta 2,376 ua. Su excentricidad es 0,083 y la inclinación orbital 9,962 grados. Emplea 1522,83 días en completar una órbita alrededor del Sol.

## Características físicas
La magnitud absoluta de 2015 BW544 es 16,93.